# لطف‌الله یارمحمدی
لطف‌الله یارمحمدی (زاده ۱ مرداد ۱۳۱۲ – درگذشته ۹ مرداد ۱۴۰۰) زبان‌شناس ایرانی، استاد بازنشسته دانشگاه شیراز، عضو پیوسته فرهنگستان علوم و برگزیده جایزه علمی علامه طباطبایی بنیاد ملی نخبگان سال ۱۳۹۰ بود.

## تحصیلات
- کارشناسی زبان انگلیسی از دانشسرای عالی، ۱۳۳۷
- کارشناسی ارشد زبان و ادبیات انگلیسی از دانشگاه ایندیانا، ۱۳۳۹
- دکترای زبان‌شناسی از دانشگاه ایندیانا، ۱۳۴۳[۴]

## درگذشت
لطف‌الله یارمحمدی در مرداد ماه سال ۱۴۰۰ بر اثر ویروس کرونا درگذشت. در بزرگداشت نام و یاد استاد پروفسور دکتر «لطف الله یارمحمدی» مراکز علمی کشور، از جمله دانشگاه شیراز(«در سوگ استاد»، یکم شهریورماه 1400)، کانون زبان ایران و موسسه آموزش عالی زند شیراز بلافاصله بعد از خبر فوت استاد جلسات آنلاین یادبود برگزار کردند. در طی سال های بعد هم، دکتر محمدراسخ مهند، استاد زبان شناسی دانشگاه بوعلی سینا همدان، در بخش «یادبودها» از نشریه فرهنگ بان شماره 12-11 (پاییز و زمستان 1400) شرحی دو صفحه ای (238-237) برای این «استاد زبان و زبان شناسی» نگاشته اند. هیات تحریریه دوفصلنامه دو فصلنامه پژوهش در آموزش زبان و ادبیات انگلیسی دانشگاه فرهنگیان نیزشماره افتتاحیه خود را به روح پرفتوح ایشان تقدیم کرده است. در سالگرد درگذشت این استاد پیشکسوت فصلنامه مترجم در شماره 78 خود دو مطلب منتشر کرده است: یکی به قلم سردبیر، دکتر علی خزاعی فر با عنوان «دوست دارد یار این آشفتگی» (صص 153-151) و دیگری نوشته دکتر حسین حیدری تبریزی، دانشیار گروه انگلیسی دانشگاه آزاد اسلامی اصفهان (خوراسگان)، با عنوان «مروری بر خدمات و آثار روان‌شاد لطف‌الله یارمحمدی»(صص 163-155).